# Muscocyclops operculatus
Muscocyclops operculatus is een eenoogkreeftjessoort uit de familie van de Cyclopidae. De wetenschappelijke naam van de soort is voor het eerst geldig gepubliceerd in 1917 door Chappuis.